# Gilberto González Rojas
Gilberto González Rojas. Luchador clandestino del Movimiento 26 de julio en la zona oriental de la isla de Cuba y miembro del Partido Ortodoxo, participó en sabotajes, huelgas y manifestaciones en contra de la dictadura de Fulgencio Batista.  Fue asesinado durante las Pascuas Sangrientas en diciembre de 1956. Es el mártir de la localidad de Cacocum, donde se encuentra un obelisco a su memoria en el lugar donde cayó el 26 de diciembre de 1956.